# Free Spirit Tour
Free Spirit Tour —en español: Gira Espíritu libre— fue una gira de la cantante galesa Bonnie Tyler que siguió el lanzamiento de su álbum de estudio de 1995, Free Spirit.

## Lista de canciones
1. «Driving Me Wild»
2. «Hide Your Heart»
3. «Have You Ever Seen the Rain?»
4. «Sexual Device»
5. «All Night to Know You»
6. «Nothing to Do with Love»
7. «Making Love Out of Nothing at All»
8. «To Love Somebody»
9. «Lost in France» (interpretación acústica)
10. «It's a Heartache» (interpretación acústica)
11. «Time Mends a Broken Heart»
12. «Straight from the Heart»
13. «Notes From America» (interpretación acústica)
14. «What You Got» (interpretación acústica)
15. «Total Eclipse of the Heart» (interpretación acústica)
16. «Faster Than the Speed of Night» (interpretación acústica)

- Encore

1. «Turtle Blues»
2. «Holding Out for a Hero»

## Fechas
| Fecha               | Ciudad        | País     |
| ------------------- | ------------- | -------- |
| 1 de abril de 1996  | Núremberg     | Alemania |
| 3 de abril de 1996  | Aschaffenburg | Alemania |
| 4 de abril de 1996  | Mannheim      | Alemania |
| 6 de abril de 1996  | Munich        | Alemania |
| 7 de abril de 1996  | Augsburg      | Alemania |
| 8 de abril de 1996  | Ravensburg    | Alemania |
| 10 de abril de 1996 | Stuttgart     | Alemania |
| 11 de abril de 1996 | Dortmund      | Alemania |
| 12 de abril de 1996 | Düsseldorf    | Alemania |
| 13 de abril de 1996 | Bielefeld     | Alemania |
| 15 de abril de 1996 | Bremen        | Alemania |
| 16 de abril de 1996 | Hanover       | Alemania |
| 17 de abril de 1996 | Rostock       | Alemania |
| 20 de abril de 1996 | Braunschweig  | Alemania |
| 21 de abril de 1996 | Hamburg       | Alemania |
| 22 de abril de 1996 | Dresde        | Alemania |
| 23 de abril de 1996 | Erfurt        | Alemania |
| 25 de abril de 1996 | Magdeburg     | Alemania |
| 26 de abril de 1996 | Halle         | Alemania |
| 28 de abril de 1996 | Cottbus       | Alemania |
| 29 de abril de 1996 | Berlín        | Alemania |
| 11 de mayo de 1996  | Hof           | Alemania |